# 大村山
大村山（おおむれさん）は、大分県杵築市に位置する山である。標高418.6m。大牟礼山とも表記する。

## 歴史
- 1534年 - 西麓に広がる勢場ヶ原で勢場ヶ原の戦いが行われた[1]。

## 川
- 上市川

## 所在地
- 大分県杵築市山香町大字内河野
- JR九州、日豊本線中山香駅より徒歩約1時間30分

## イベント
- 毎年、山香歴史祭りがおこなわれる。